# Астраханцев, Андрей Петрович
Андре́й Петро́вич Астраха́нцев (15 октября 1823, Чебоксары, Казанская губерния — июль 1918) — чебоксарский купец первой гильдии, почётный гражданин города (с 1885 года). 

## Биография
К 1867 году владел: деревянным двухэтажным домом, домом с фабрикой и строениями, огородом. В 1894 году потомственный почётный гражданин города Чебоксары купец первой гильдии Андрей Петрович Астраханцев владел мельницей на четырёх подставах на реке Чебоксарке, буксирным пароходом. Через 10 лет у него было уже 4 мельницы, три дома, магазин. Также он вёл закупку хлеба, а его жена Варвара Петровна имела амбар на пристани. Получал за должность жалованье 800 рублей в год.

## Управленческая деятельность
Андрей Петрович избирался:
- Купеческим старостой (1849 год);
- Гласным городской думы (1854—1857);
- Ратманом (1862—1863);
- Бургомистром (1863—1866);
- Председателем Чебоксарской уездной земской управы (1880—1888);
- Городским головой (1868—1888, 1894—1895, 1898—1900, 1902—1903): в 1880—1888 — председатель, в 1903 — член Чебоксарской земской управы;
- Председателем Церковно-приходского Попечительства (более 30 лет);
- Директором Чебоксарского Детского Приюта Ведомства учреждений императрицы Марии Федоровны (с 1903 года);
- Почётным мировым судьёй Чебоксарского уезда (13 сроков) (1911 год).

## Благотворительная деятельность
Будучи человеком истинно верующим, Андрей Петрович более 24 лет (с 1886 года) выполнял нелёгкую миссию церковного старосты при храме Успения Божией Матери. Именно его радением и денежными вкладами церковь Успения стала красивейшим архитектурным ансамблем города с богатым внутренним убранством — фресками, иконами в драгоценных ризницах, серебряной утварью. При его содействии в 1896—1897 годах построена «каменная, крытая железом» паперть, в 1897 году — часовня, в 1903 году — каменный одноэтажный дом для притча.
Большие пожертвования Астраханцев и члены его семьи делали на восстановление храма и сестринских корпусов возродившейся в 1899 году женской общины на Владимирской горке (ныне Спасо-Преображенский женский монастырь).
В годы русско-турецкой войны 1877—1878 годов Астраханцев занимался организацией материальной помощи в пользу больных и раненых воинов.
Когда в 1904 году в Чебоксарах остро встал вопрос о покупке пожарной машины, семья Астраханцева пожертвовала самую большую сумму — 438 рублей 40 копеек.

## Награды
О значительных трудах почётного потомственного гражданина Андрея Петровича Астраханцева на ниве гражданского служения и благотворительности, об общественном признании и статусе говорит послужной список его наград:
- 1870 — Золотая медаль на Станиславской ленте за заслуги по Ведомству Министерства народного просвещения.
- 1879 — Знак Красного Креста от Главного Управления общества попечения о раненых и больных воинах.
- 1883 — Золотая медаль на Анненской ленте за заслуги по духовному Ведомству.
- 1886 — Золотая медаль на Владимирской ленте за заслуги по Тюремному Ведомству.
- 1892 — Орден Святой Анны III степени.
- 1895 — Золотая медаль на Александровской ленте как Почётному члену губернского Попечительского Совета детских приютов.
- 1896 (май) — за труды и радение на посту Городского Головы Андрей Петрович был направлен представителем общественности города на коронацию Императора Николая II.
- 1905 — Орден Святого Станислава III степени за особые труды согласно положению Комитета о службе членов Гражданского ведомства.
- 1909 — Орден Святой Анны II степени по Тюремному Ведомству.
- 1913 — Орден Святого Равноапостольного князя Владимира[уточнить] IV степени за заслуги по духовному Ведомству.